# セカンド・アクト
『セカンド・アクト』（原題:Second Act）は2018年に公開されたアメリカ合衆国のロマンティック・コメディ映画である。監督はピーター・シーガル、主演はジェニファー・ロペスが務めた。本作は日本国内で劇場公開されなかったが、Netflixによる配信が行われている。

## 概略
野心家のマヤは成功者になることを夢見ていたが、40歳になった今も低賃金労働に甘んじていた。叶わない夢にフラストレーションを溜めながらも、何とかして現状を好転させたいマヤは一か八かの大勝負に打って出ることにした。マヤはFacebook上で自分が一流のコンサルタントであるかのように振る舞い、それに騙された会社がオファーを出してくるのを待つことにしたのである。やがて、マヤは狙い通りコンサルタントとして雇用されることになった。それは人生の第二幕の幕開けとも言うべきものであった。

## キャスト
※括弧内は吹き替え声優
- ジェニファー・ロペス - マヤ（藤本喜久子）
- ヴァネッサ・ハジェンズ - ゾーイ（松井暁波）
- リア・レミニ - ジョーン（高乃麗）
- アナリー・アシュフォード - ヒルディ（逢沢ゆりか）
- ダン・ブカティンスキー - アーサー（手塚ヒロミチ）
- フレディ・ストローマ - ロン（吉野貴大）
- マイロ・ヴィンティミリア - トレイ（俊藤光利）
- トリート・ウィリアムズ - アンダーソン・クラーク（菅生隆之）
- ラリー・ミラー - ワイスコフ（林大地）
- シャリーン・イー - アリアナ（川井田夏海）
- デイヴ・フォーリー - フェリックス・ハーマン
- アラン・アイゼンバーグ - チェイス（斎藤寛仁）
- ディードレ・フリエル - アント（杉山滋美）
- ラクレッタ - スージー（藤田奈央）
- ダルトン・ハーロッド - ディリー（下川涼）
- ジョン・ジェームズ・クローニン - オットー
- アンナ・スズキ - アリシア（小林さとみ）

## 製作
2017年6月、ピーター・シーガル監督の新作映画にジェニファー・ロペスが出演することになったと報じられた。10月10日、リア・レミニが本作に出演するとの報道があった。17日、ヴァネッサ・ハジェンズとアナリー・アシュフォードの出演が決まったと報じられた。26日、ダン・ブカティンスキーがキャスト入りした。27日、フレディ・ストローマの出演が決まったとの報道があった。11月、マイロ・ヴィンティミリア、トリート・ウィリアムズ、デイヴ・フォーリー、ラリー・ミラー、シャリーン・イー、アラン・アイゼンバーグがキャスト入りした。

### 撮影
本作の主要撮影は2017年10月23日にニューヨークで始まり、同年12月15日に終了した。

## 音楽
2018年9月21日、シーアが本作の主題歌『Limitless』を手掛けるとの報道があった。10月9日、ジェニファー・ロペスが同曲をアメリカン・ミュージック・アワードの授賞式で披露した。

## 公開・興行収入
当初、本作は2018年11月21日に全米公開される予定だったが、試写会での好評を受けて、同年12月14日に全米公開されることになった。後に、公開日は同年12月21日に再延期された。
本作は『バンブルビー』、『アクアマン』、『マーウェン』と同じ週に封切られ、公開初週末に1000万ドルから1300万ドルを稼ぎ出すと予想されていたが、実際の数字はそれを大きく下回るものとなった。2018年12月21日、本作は全米2607館で公開され、公開初週末に648万ドルを稼ぎ出し、週末興行収入ランキング初登場7位となった。
日本では、2019年2月22日にNetflixで配信された。

## 評価
本作に対する批評家の評価は伸び悩んでいる。映画批評集積サイトのRotten Tomatoesには55件のレビューがあり、批評家支持率は42%、平均点は10点満点で5.8点となっている。サイト側による批評家の見解の要約は「『セカンド・アクト』はジェニファー・ロペスが今でもスクリーンで輝けることを証明している。しかし、同作のストーリーは明瞭性を欠いており、ロペスの才能に見合ったものとは必ずしも言えない。」となっている。また、Metacriticには21件のレビューがあり、加重平均値は49/100となっている。なお、本作のCinemaScoreはB+となっている。